# Ulica Akadiemika Jangiela
Ulica Akadiemika Jangiela (ros. Улица Академика Янгеля) – stacja moskiewskiego metra linii Sierpuchowsko-Timiriaziewskiej (kod 162). Wyjścia prowadzą na Ulicę Akadiemika Jangiela (od której wzięto nazwę), Rossoszanską i Szossę Warszawskoje.

## Konstrukcja i wystrój
Jednopoziomowa, jednonawowa stacja metra z jednym peronem. Podłogi wyłożono białym i czarnym granitem. Po raz pierwszy zastosowano tutaj lampy sodowe z pomarańczowym światłem imitującym świt. Tutaj także po raz pierwszy zastosowano nowy typ kołowrotków przy wejściu. Pomiędzy stacjami Prażskaja i Ulica Akademika Jangiela zastosowano specjalne materiały w celu zmniejszenia stopnia hałasu i wibracji.